# Ni la hora
«Ni la hora» es una canción de los cantantes españoles Ana Guerra y Juan Magán, perteneciente al primer álbum de estudio de la primera, Reflexión (2019). Fue compuesta por Andy Clay Cruz, Cris Chil, Juan Magán, Yoel Henríquez, Luis Alfredo Salazar y Andrés Saavedra, y producida por los dos últimos. Se publicó el 6 de julio de 2018 como primer sencillo del disco bajo el sello de Universal Music Spain.

## Canción
Producida por el hitmaker colombiano Andrés Saavedra “Drew”, experimentado compositor y productor que ha trabajado con artistas como Luis Fonsi, Alejandro Sanz, ChocQuibTown o Antonio Orozco y ha ganado varios premios Grammy Latino en los últimos años. Ni la hora, mezcla sonidos urbanos caribeños con una letra de empoderamiento femenino que Guerra borda con fundamento y convicción. Juan Magán aporta en su turno la necesaria réplica que completa el sentido de la composición.

## Videoclip
El videoclip, protagonizado por los artistas principales y el actor José Lamuño se lanzó el mismo día de su lanzamiento , obteniendo en apenas 4 horas más de 350 000 visualizaciones
El videoclip se convirtió en #1 tendencias en YouTube y hasta la fecha ha conseguido obtener más de 50 000 000 de reproducciones en la plataforma.

## Crítica
La canción tuvo una buena aceptación aunque también fue criticada en cierta parte por la prensa española. Algunos la catalogaron como genérica y plana.
Aunque, no obstante, elogiaron su gran mensaje reinvindicativo y feminista que también alude a esa fuerza e independencia de las mujeres además de un poco de rabia.

Uniendo todos estos factores hacen que sea una canción que perfectamente podría salir en las emisoras de radio pero, a su vez, en poco tiempo se quemaría al ser tan genérica y plana, y en absoluto luce todo el potencial que tiene Ana.
Diario Aragonés

## Recepción

### Comercial[6]
“Ni la hora” entró directo al número 1 de ventas en Itunes, 24 horas después de su estreno se posicionó como el 5º tema viral global más compartido y también el 4º tema más escuchado en nuestro país en Spotify. También, se ha colado en los chart virales de 17 países  y actualmente roza los 20 000 000 de streams en Spotify.
En octubre de 2018, el tema se posicionó en el número dos de la lista de ventas española, PROMUSICAE, convirtiéndose en su mejor entrada en listas españolas (sin contar Lo malo)
Tres semanas después de su lanzamiento, Universal Music informó que «Ni la Hora» había sido certificado disco de oro digital en España con más de 20.000 copias vendidas. Más tarde, el 21 de agosto, el tema llegó a certificarse  platino en España con más de 40.000 copias. El 16 de octubre consigue Doble disco de platino con más de 80.000 copias vendidas, convirtiéndose así en uno de los temás más vendidos del año. El éxito de la canción convirtió a Guerra en la primera concursante de OT 2017 en conseguir un disco de platino en solitario.

## Posicionamiento en listas

### Semanales
| País   | Lista      | Mejor posición |
| España | PROMUSICAE | 2              |
| España | ITunes     | 1              |
| España | Spotify    | 4              |
| ------ | ---------- | -------------- |

### Certificaciones

#### España
La canción logró una gran aceptación en las listas de ventas españolas. En su primera semana de lanzamiento se posicionó en el n.º 2 de canciones más vendidas. En tercera semana en listas de ventas, se mantuvo en el Top 10 de canciones más vendidas del país y obtuvo el disco de oro tras vender más de 20 000 copias. Un mes después de conseguir el disco de oro,  obtiene el disco de platino tras vender más de 40 000 copias. Semanas después, Soler consigue el doble disco de platino con más de 80 000 copias vendidas. A día de hoy, la canción obtiene 3 discos de platino y más de 150,000 copias vendidas.
| País   | Asociación | Lista             | Primera semana     | Posición (máx.) | Semanales | Última semana | Certificación       | Ref.                       |
| España | Promusicae | Top 100 Canciones | 6 de julio de 2018 | 2               | 28        | _             | 3xPlatino (120 000) | [ 7 ] [ 11 ] [ 12 ] [ 13 ] |